# Aguja de Juan Menéndez
La aguja de Juan Menéndez está enclavado en el Macizo Occidental de los Picos de Europa o Cornión, en la provincia de León.
- Datos: Q5660419